# Gerard Kelly
Gerard Kelly (27 de mayo de 1959 - 28 de octubre de 2010) fue un actor escocés, que apareció en muchas comédias, principalmente conocido por su aparición en City Lights, Rab C. Nesbitt y Scotch and Wry.